# Karas (Galang)
Karas is een bestuurslaag in het regentschap Batam van de provincie Riau-archipel, Indonesië. Karas telt 2353 inwoners (volkstelling 2010).